# خالد السلامة
خالد سلامه القويزان فنان سعودي من مدينة حائل، نبع منه الفن منذ كان في السابعة عشر من عمره، شق طريقه الفني ببداياته بمساعدة من الفنان «فهد بن سعيد» بعدد من الجلسات المشتركة، واستمرت العلاقة إلى أن توفي الفنان فهد بن سعيد. دخل عالم التسجيل متأثرا بنغمات «سلامة العبد الله وسالم الحويل وحمد الطيار وفهد بن سعيد وعيسى الأحسائي وبشير شنان»، الذين كانو من أهم الفنانين في تلك الحقبة الزمنية.سجل له العديد من الجلسات من خلال استريو «سمراء» و«الهلال» بحائل، تعدت شهرته مدينة حائل قبل أن يدخل في مجال الإنتاج الفني. صدح باول البوم رسمي له عام 1410 هـ بعنوان «الجرح الأول» واستمر منتجا العديد من الإبداعات الفنية والجلسات الخاصة والحفلات.
اشتعلت أسواق الكاسيت من الثلاثي الحائلي الذي كان هو من ضمنهم بالاضافه إلى الفنانان «عبد الله السالم وفهد عبد المحسن»، ولا ظلت المنافسة قائمه بينه وبين فهد عبد المحسن.
والفنان لم يجد اهتماما أو تشجيعا من أي وسيله اعلاميه، كرمته اذاعة صوت الريان في قطر تقديرا له، اسوة بالعديد من فنانين جيله أو من سبقوه. مثل سلامة العبد الله وحمد الطيار (مغني).

## ألبوماته
الجرح الأول، حي البديعه، من ورى القضبان، اكفني شرك، قليل الخاتمة، تعالي، انتهينا، الشايعه، الغريب، ابجبرك. والكثر مما يصل إلى العشرون البوما أو أكثر
جديدة: الصباء والحجازي على يوتيوب
وهو فنآن يملك صوت عذب، 